# Palazzo delle Poste (Verona)
Il palazzo delle Poste è un edificio civile ubicato nel centro storico di Verona e progettato negli anni '20 del Novecento dall'architetto Ettore Fagiuoli.

## Storia

### L'orto botanico
Nella zona dove tuttora si erge il palazzo esisteva un giardino pubblico nato nel 1364 per espressa volontà del signore di Verona Cansignorio della Scala. Questo ampio orto botanico, chiamato broilum magnum, doveva essere all'epoca fortificato da cinque torri e, oltre ad essere adornato di fontane e statue, comprendeva un'area che corrisponde alla zona che oggigiorno si estende tra l'adiacente piazza Indipendenza, piazza Viviani (dove è sito l'attuale Palazzo delle Poste) e il vicino Teatro Nuovo. Terminata la dominazione degli Scaligeri sulla città, per tutto il periodo in cui Verona rimase sotto il controllo della Repubblica di Venezia l'orto (denominato pure "Orto del Capitaniato") non subì particolari mutamenti.
Nel 1801 il giardino, divenuto ormai una "confusa ortaglia", divenne proprietà dell'Accademia dell'Agricoltura, la quale dal 1807 se ne servì per i propri esperimenti e ricerche botaniche insieme al Regio Liceo. Nel 1826 gli austriaci tolsero la gestione dell'orto all'Istruzione pubblica, affidandola invece al Comune di Verona che nel 1835 iniziò degli importanti lavori di manutenzione che coinvolsero in primo luogo la casa del custode, gli impianti idrici e le recinzioni. In seguito all'annessione di Verona al Regno d'Italia, nel 1870 il giardino era ancora di proprietà del Comune, sebbene alcune serre fossero rimaste ad uso dell'Accademia. È a partire dalla fine del XIX secolo poi che l'area verde iniziò a mutare d'aspetto: da orto botanico limitato a ricerche scientifiche e sperimentali, la zona divenne infatti sempre più simile ad un parco adibito a cerimonie pubbliche e militari.

### Il palazzo delle Poste

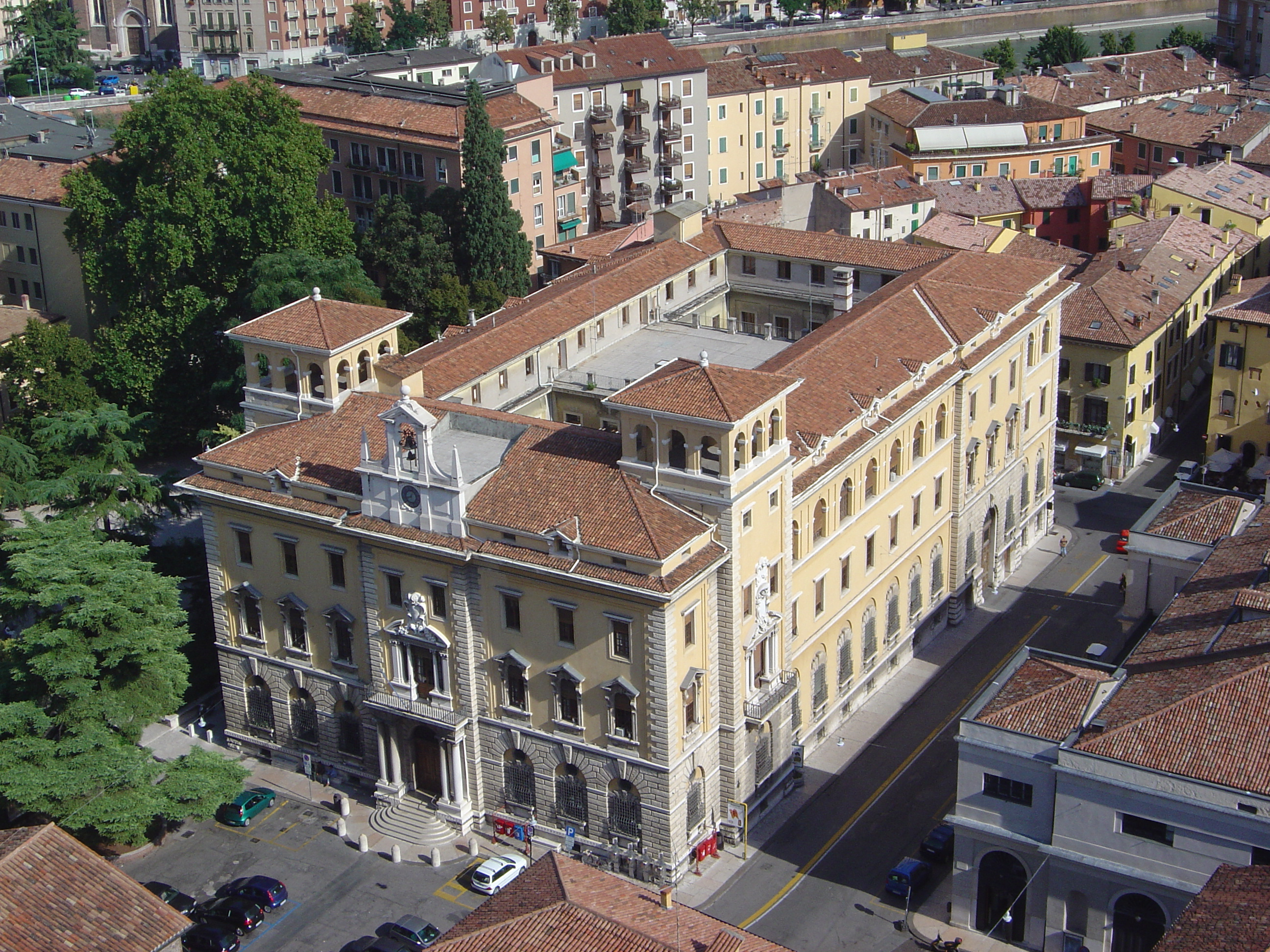
Il palazzo fotografato dalla torre dei Lamberti

Nel 1913 si riunì per la prima volta il Comitato per la costruzione del nuovo palazzo Postelegrafico di Verona che, attraverso il sindaco Eugenio Gallizzioli, comunicò l'urgenza di progettare in città tale edificio pubblico all'allora Ministro delle Poste Teobaldo Calissano.
Nel 1919 il progetto venne affidato all'architetto Ettore Fagiuoli ma si scontrò con la ferma opposizione di accademici e intellettuali veronesi, contrari alla realizzazione del palazzo poiché esso avrebbe comportato l'inevitabile smantellamento dell'antico giardino scaligero e degli attigui edifici medievali. Ciononostante, il primo dei tre progetti esecutivi di Fagiuoli venne presentato nel novembre 1922 e prevedeva la costruzione di un edificio classicheggiante che richiamasse i temi dell'architettura rinascimentale fiorentina e che, inoltre, fosse impreziosito da statue e bassorilievi. Fece seguito a questa prima bozza una lettera di lamentela a firma del presidente dell'Accademia dell'Agricoltura indirizzata al sindaco Pontedera, in cui si osteggiava la costruzione del fabbricato e si difendeva il valore monumentale e paesaggistico del giardino. I lavori tuttavia proseguirono e con il secondo progetto, ultimato nel gennaio 1923, si decise di virare sul gusto manierista e neoclassico. Questo secondo tentativo viene tuttavia respinto dal Ministero dei Lavori pubblici poiché considerato poco funzionale dal punto di vista architettonico. Nei primi mesi del 1924 Fagiuoli ultimò la terza e definitiva rielaborazione dell'edificio, questa volta ispirato ad uno stile transitorio tra rinascimento classico e barocco, in linea con i palazzi veronesi della Gran Guardia, Canossa e Carlotti.
Anche durante la costruzione delle fondazioni non mancarono ulteriori critiche alla realizzazione del fabbricato, sollevatesi in questo caso dal sindaco di Verona Vittorio Raffaldi, contrariato per l'abbattimento degli edifici scaligeri. Nonostante le controversie e le opposizioni, i lavori iniziarono tra il 1924 e 1925, anche se il Palazzo delle Poste e Telegrafi vide la sua completa realizzazione durante la prima metà del 1930. Sul fianco sinistro dell'edificio venne apposta una targa in lingua latina che recita: «aedes vrbis ornamento atque commodo more romano constrvctae per qvas in orbem ex orbe nvntii celerivs ferventvr a.d. mcmxxx viii a re pvblica restitvta civibvs perfectae patvervnt».
Nel corso degli anni furono apportate al palazzo diverse modifiche, tra cui la sopraelevazione del terzo piano nel 1969 e l'intervento di restauro della facciata esterna nel 1990. Non essendo più adibito a edificio pubblico postale, nel 2019 il palazzo fu riqualificato da una società immobiliare e destinato ad appartamenti privati.